# Voo Austral Líneas Aéreas 46
O Voo Austral Líneas Aéreas 46 foi um voo doméstico regular argentino de Buenos Aires a Posadas, via Resistência, que ultrapassou e saiu da pista do aeroporto Libertador General José de San Martin em Posadas em 12 de junho de 1988 em condições de pouca visibilidade. Todos os 22 passageiros e tripulantes a bordo morreram no acidente.

## Sequência do acidente
O voo 46, operado por um McDonnell Douglas MD-81, decolou do Aeroparque Jorge Newbery de Buenos Aires com destino a Resistencia às 7h04, horário local, e decolou de Resistencia para Posadas às 8h40, após uma escala de 20 minutos. Às 9h09, a tripulação do voo 46 fez contato por rádio com o controle de tráfego aéreo de Posadas e sete minutos depois, o voo foi liberado para aproximação à pista 01. Pouco depois, a aeronave atingiu o topo de um eucalipto e caiu três quilômetros antes da pista. Todos a bordo morreram.

## Investigação
A investigação sobre o acidente concluiu que o principal fator no acidente foi que a tripulação tentou pousar abaixo das condições meteorológicas mínimas indicadas para a aproximação por instrumentos.